# Дезоксирибоза
Дезоксирибоза је моносахарид са пет угљеникових атома, пентоза. Улази у састав нуклеотида ДНК у којима је ковалентно везана за азотну базу. Повезивањем азотне базе и дезоксирибозе образује се једињење названо нуклеотид.